# Fort Drum

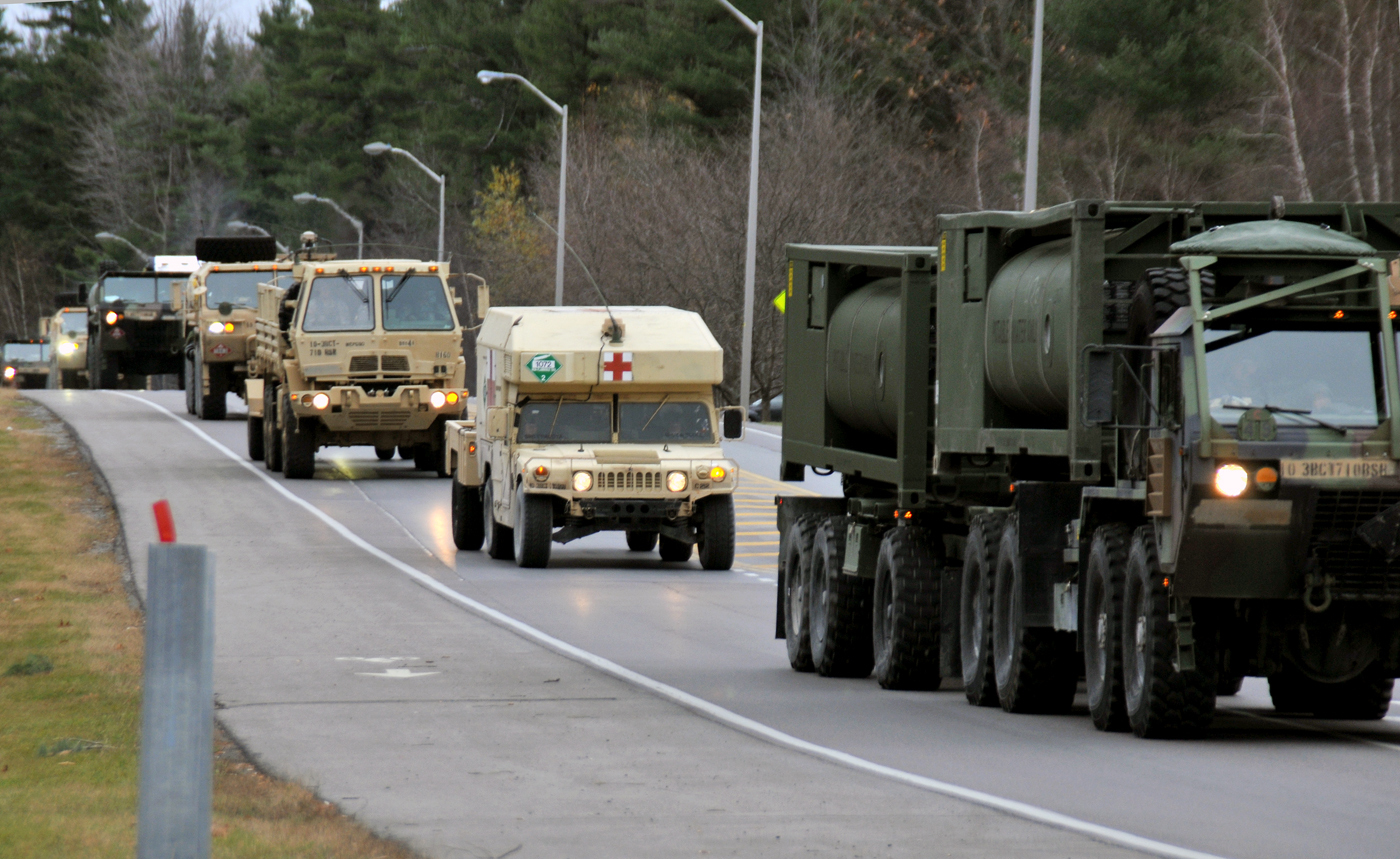
Militärfordon från 10th Mountain Division lämnar Fort Drum med destination Joint Base McGuire-Dix-Lakehurst i New Jersey för att delta i räddningsarbetet efter orkanen Sandy, 5 november 2012.

Fort Drum är en militär anläggning och census-designated place tillhörande USA:s armé belägen i Jefferson County i den norra delen av delstaten New York nära gränsen till Kanada.
Anläggningens historia går tillbaka till 1908 då dess namn var Pine Camp. 1951 ändrades namnet till Camp Drum efter generallöjtnant Hugh A. Drum (1879-1951) som var stabschef för första fältarmén (engelska: First United States Army) under första världskriget. Dess sammanlagda yta med övningsområden uppgår till 434 km² och området är känd för dess kyliga vintrar.
Värdförbandet är 10th Mountain Division (Light Infantry) som funnits där sedan 1984 och som är specialiserade på alpinär krigföring. Efter det kalla krigets slut har 10th Mountain Division varit det förband som sänts på flest missioner utomlands. På Fort Drum finns även förband från New Yorks arménationalgarde.